# Affaire VA-OM
L'affaire VA-OM est une affaire de corruption dans le monde du football français qui a éclaté à la suite du match de championnat de première division remporté 1 à 0 le 20 mai 1993 par l'Olympique de Marseille sur le terrain de l'US Valenciennes-Anzin. Des joueurs de Valenciennes ont déclaré avoir été invités par des émissaires de l'équipe adverse à lever le pied en échange d'une somme d'argent. 

## Déroulement de l'affaire

### Les révélations

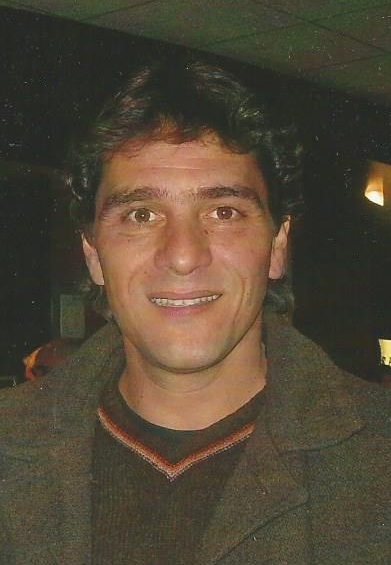
Jean-Jacques Eydelie.

Le 22 mai 1993, le club nordiste révèle l'existence d'une tentative de corruption. À la mi-temps du match du 20 mai entre le VA et l'OM, le défenseur valenciennois Jacques Glassmann a confié à son entraîneur Boro Primorac que Jean-Jacques Eydelie, un joueur de Marseille qui fut auparavant l'un de ses coéquipiers et Jean-Pierre Bernès, directeur général de l'OM, l'ont contacté par téléphone la veille de la rencontre. Une somme d'argent a été promise par Bernès à Glassmann et deux autres joueurs valenciennois et anciens coéquipiers d'Eydelie également, Jorge Burruchaga et Christophe Robert, pour qu'ils « lèvent le pied » lors du match. Le soir même de ce coup de téléphone, Christophe Robert envoie sa femme au parking du Novotel où logent les Marseillais pour qu'elle récupère l'argent. Eydelie lui confie une lourde enveloppe pleine de billets.

### Les premières conséquences
Le 8 juin 1993, la Ligue nationale de football (LNF), alors présidée par Noël Le Graët, porte plainte contre X et Éric de Montgolfier, procureur de la République de Valenciennes, ouvre une information judiciaire. Le 23 juin, le président de l'OM Bernard Tapie demande à rencontrer le procureur sans savoir que quelques heures plus tôt, Primorac a affirmé à Éric de Montgolfier que Tapie a tenté, le 17 juin, de suborner son témoignage, que Christophe Robert a avoué et que l'enveloppe de 250 000 francs (58 720 euros, ramenés en euros de 2022) dissimulés dans le jardin du domicile de sa tante a été mise au jour. Le Journal du dimanche a très vite révélé à la une ce scoop « énorme ». 
Jean-Jacques Eydelie se présente spontanément dans le bureau du juge Bernard Beffy le 27 juin. Immédiatement placé en garde à vue, il est écroué à la maison d'arrêt de Valenciennes. Le 30 juin, le juge perquisitionne le siège de l'OM où sont effectués des recoupements matériels (type d'enveloppe et d'agrafes, numéros de certains billets...). Jean-Pierre Bernès est mis en examen par le juge d’instruction de l'affaire, Bernard Beffy, le 7 juillet, de même que Jean-Jacques Eydelie, Jorge Burruchaga, Christophe Robert pour « corruption passive », l'épouse de ce dernier pour « complicité de corruption passive ». 
Le 6 septembre 1993, le comité exécutif de l'UEFA exclut l'OM, champion de France en titre, de l'édition 1993-1994 de la Ligue des champions, comme mesure préventive afin de protéger la régularité des compétitions européennes pour les clubs. De plus, le club phocéen sera privé de Supercoupe d'Europe et de la finale de la Coupe intercontinentale. Après un ultimatum de la Fédération internationale (FIFA), le 22 septembre la fédération française suspend l'attribution à l'OM du titre de champion de France pour la saison 1992-1993, ainsi que les licences de Jean-Pierre Bernès et des joueurs impliqués, Eydelie, Robert et Burruchaga.
Bernard Tapie qui affirme avoir été contacté par l'Union sportive de Valenciennes-Anzin pour négocier un match nul entre les deux équipes, est entendu trois fois (les 6 juillet, 6 août et 19 octobre 1993) comme témoin avant d'être mis en examen le 10 février 1994 pour corruption et subornation des témoins Boro Primorac et Jean-Jacques Eydelie, puis Jacques Mellick. Il révèle en 1997 les raisons de la tentative de corruption : « Nous étions à une semaine de la finale contre le Milan AC. Il fallait être certains d'avoir tous nos titulaires intacts. Nous ne pouvions pas nous permettre de répéter l'erreur de la finale de Bari où deux joueurs étaient absents ».

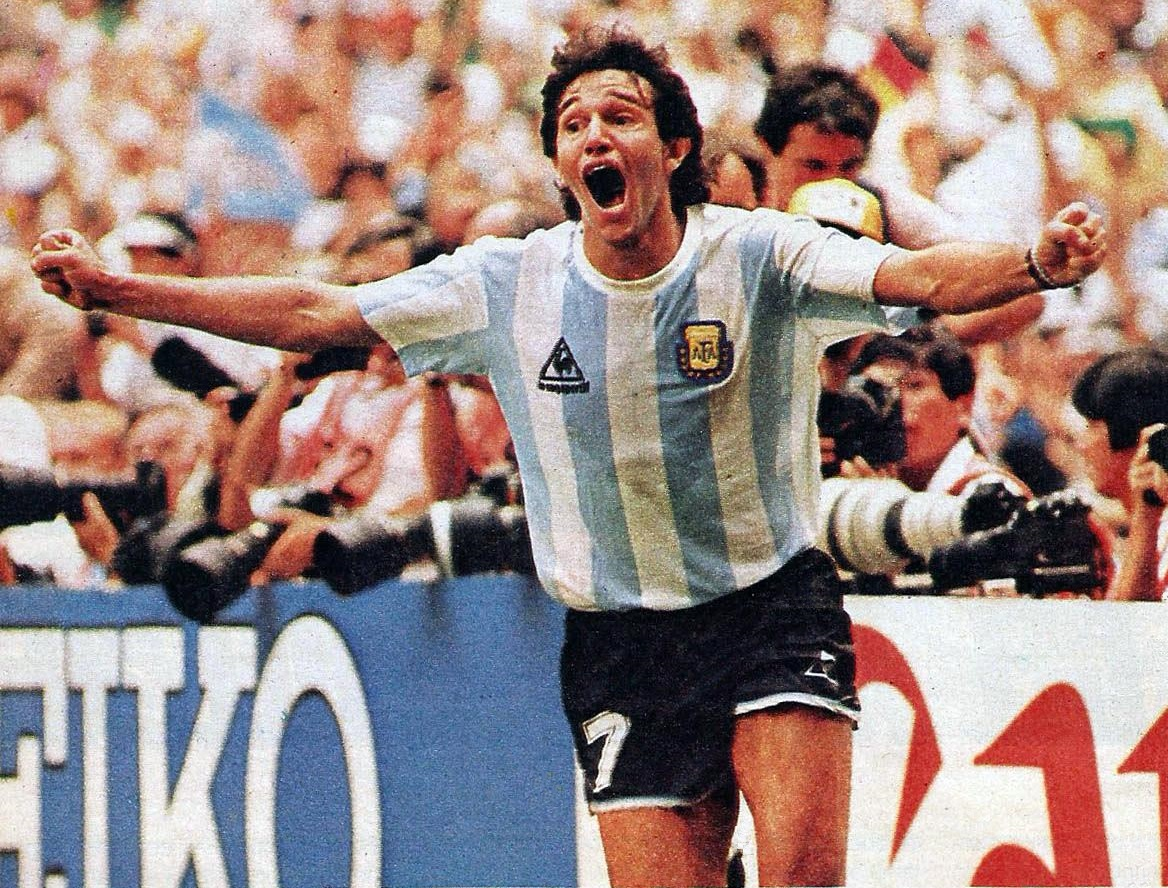
Jorge Burruchaga.

Le 22 avril 1994 l'Olympique de Marseille, deuxième du championnat de D1 en 1993-1994, est rétrogradé en deuxième division par la FFF, qui retire sa licence de dirigeant à Bernard Tapie. Le club garde le droit de disputer la Coupe UEFA 1994-1995.
L'OM, déjà endettée à hauteur de 407 millions de francs en 1993 (contre 105 millions de francs à l'arrivée de M. Tapie), ne s'en remettra pas, se retrouvant du jour au lendemain avec des salaires de joueurs de Division 1 qui continuent d'être dus (les contrats sont conclus généralement sur plusieurs années) et des recettes, en particulier de télévision, en fort recul du fait de se trouver en 2e division. Le club est contraint de déposer le bilan dans les mois qui suivent.
Le club parvient, malgré une interdiction de recruter des joueurs sous contrat (c'est-à-dire dans l'obligation de ne recruter que des joueurs sans club), à remporter le championnat de Division 2, mais la Direction nationale du contrôle de gestion lui interdit de remonter en Division 1 étant donné l'état de ses finances. Il est repris par Robert Louis-Dreyfus en 1996 et remonte en Division 1 pour la saison 1996-1997.
Quant au club de Valenciennes, il est relégué sportivement en 2e division à l'issue de la saison 1992-1993. Un seul point aurait pourtant suffi à lui assurer le maintien en Division 1 (alors que le résultat du match Valenciennes-Marseille n'a jamais été attribué). La saison suivante en Division 2, le club est sifflé sur tous les terrains de France pour avoir dénoncé la corruption. Avec un effectif pourtant prometteur, le club est à nouveau relégué, en National 1 (3e division). Deux saisons plus tard, le club, qui ne s'est toujours pas remis de l'affaire, est obligé de déposer le bilan, et se voit à nouveau relégué, en National 2 (4e division). Il faudra attendre la saison 2006-2007 pour retrouver Valenciennes au plus haut niveau national.
Les démêlés médiatiques et judiciaires de l'affaire ont notamment opposé Bernard Tapie au procureur Éric de Montgolfier.

## Les procès
Le procès a lieu au tribunal correctionnel de Valenciennes au début de mars 1995. Au cours de ce procès, Bernard Tapie prononce la phrase culte « J'ai menti, mais c'était de bonne foi ». Le verdict est rendu le 15 mai :
- Bernard Tapie est condamné à deux ans d’emprisonnement, dont un ferme, à trois ans d'inéligibilité et 20 000 francs d'amende (environ 4 700 euros de 2025) pour corruption et subornation de témoins. Après avoir fait appel, il écope d'une peine de deux ans de prison dont huit mois ferme ;
- Jean-Pierre Bernès, défendu par l'avocat Gilbert Collard, à deux ans avec sursis et 15 000 francs d’amende (environ 3 500 euros de 2025) ;
- Jean-Jacques Eydelie à un an avec sursis et 10 000 francs d’amende (environ 2 350 euros en 2025) ;
- Christophe Robert et Jorge Burruchaga à six mois avec sursis et 5 000 francs d’amende chacun (environ 1 750 euros en 2025) ;
- Marie-Christine Robert à trois mois avec sursis[15].

Jacques Glassmann, qui a révélé l'affaire, obtient un franc de dommages et intérêts pour préjudice moral.
En 1997, après réouverture du dossier par le procureur Éric de Montgolfier, Jacques Mellick est condamné après appel à un an d'emprisonnement avec sursis, 30 000 francs d'amende et cinq ans d'inéligibilité pour témoignage mensonger lors du procès VA-OM en mars 1995.

## Autour du procès
L’affaire, qui démarre en fin mai 1993 dès le jour du match, devient à compter d’août 1993 le centre d’attention des médias et mobilise des ressources policières impressionnantes.
Elle divise alors profondément l’opinion entre les partisans d'un football propre et ceux imaginant un complot.
Les uns y voient une preuve de l’arrivisme et de l’immoralité de Bernard Tapie, considérant que cette corruption est la partie émergée de l'iceberg.
Les autres voient dans les proportions prises par cette affaire, qui concerne un match de football, la révélation d’une chasse à l’homme avant tout politique : l'affaire OM-VA a fait l’objet d’une couverture télévisuelle supérieure à l'affaire du titre non attribué aux Grenoblois la même année en rugby et même à celle de la guerre du Golfe de 1991 ; et constitue la seule affaire ayant mobilisé autant de ressources policières sur les dix années précédentes que l’affaire Grégory.
Les partisans de cette thèse notent également que Bernard Tapie est le seul protagoniste de l'affaire condamné à de la prison ferme.
Interrogé sur ce fait par les journalistes de France Télévision en 2009, l'ancien procureur de l'affaire, Éric de Montgolfier, déclare : « Si le Président de l'OM n'avait pas été Bernard Tapie, il ne serait jamais allé en prison. Les faits ne le méritaient pas. »
Bernard Tapie, incarcéré le 3 février 1997, purge sa peine à la prison de la Santé puis à la prison de Luynes. Il bénéficie le 25 juillet 1997 d'une libération conditionnelle.
Plusieurs personnalités du football, dont Emmanuel Petit et Claude Puel, ont révélé par la suite que ce système de corruption avec des joueurs levant le pied était déjà en place depuis plusieurs saisons,.

## Documentaires télévisés
- « Match VA-OM, l'histoire secrète » dans Secrets d'actualité, en 1999-2000 et le 26 février 2006 sur M6, puis dans Enquêtes criminelles : le magazine des faits divers le 20 janvier 2010 sur W9.
- « VA/OM : Tapie, le proc et les menteurs » dans Faites entrer l'accusé sur France 2 le 31 janvier 2016, le 23 juillet 2017, le 29 juillet 2017 et le 7 août 2017.